# 凱爾索 (密蘇里州)
凱爾索（英語：Kelso）是位於美國密蘇里州斯科特縣的村。

## 人口
根據2020年美國人口普查的數據，凱爾索的面積為0.82平方千米，皆為陸地。當地共有人口554人，而人口密度為每平方千米676人。